# Памятник Высоцкому (Подгорица)
Памятник Владимиру Высоцкому — бронзовый памятник в городе Подгорица, Черногория.

## Местоположение
Памятник Владимиру Семёновичу Высоцкому находится в самом центре Подгорицы, возвышаясь на правому берегу реки Морача со стороны улицы Йована Томашевича, неподалёку от двух мостов — моста Миллениум и Московского моста.
Создателем памятника является российский скульптор Александр Таратынов, который также является автором другого известного памятника черногорской столицы — памятника А. С. Пушкину и Наталье Гончаровой.

## Высоцкий и Черногория
Владимир Высоцкий в 1970-х годах дважды бывал в Черногории: в 1974 году он снимался в советско-югославском художественном фильме о Второй мировой войне «Единственная дорога», а в 1975 году приезжал на гастроли в составе труппы московского Театра на Таганке. Черногории посвящено стихотворение Высоцкого «Водой наполненные горсти…».

## Описание
Бронзовая фигура поэта установлена на гранитный постамент. Высоцкий изображён босым, с гитарой в руке. Подняв в приветственном жесте другую руку, бард как будто шагает навстречу зрителям.
У основания пьедестала лежит бронзовый череп, который нередко заслонён принесёнными к памятнику цветами. Череп — отсылка к шекспировскому Гамлету, роль которого Высоцкий неоднократно исполнял на сцене Театра на Таганке. Скульптуру Высоцкого окружает зеркальная рама, на обеих сторонах которой высечен отрывок из стихотворения Высоцкого о Черногории «Водой наполненные горсти…». Надпись выбита на двух языках: русском и сербохорватском («черногорском»). Общая высота скульптурной композиции составляет 5 метров.

## История
Памятник Высоцкому был подарен правительству Черногории правительством Москвы в знак дружбы между народами Черногории и России.
Торжественное открытие памятника состоялось 30 октября 2004 года. На его открытии присутствовали сын певца — Никита Высоцкий, а также представители московских властей и градоначальник Подгорицы — Миомир Мугоша.
С момента своего появления памятник стал одной из визитных карточек Подгорицы и популярной городской достопримечательностью, так как входит в число культурно-исторических памятников в Подгорице.